# Stathmopoda rimulata
Stathmopoda rimulata is een vlinder uit de familie Stathmopodidae. De wetenschappelijke naam van de soort is voor het eerst geldig gepubliceerd in 1920 door Meyrick.